# Koh-i-Noor

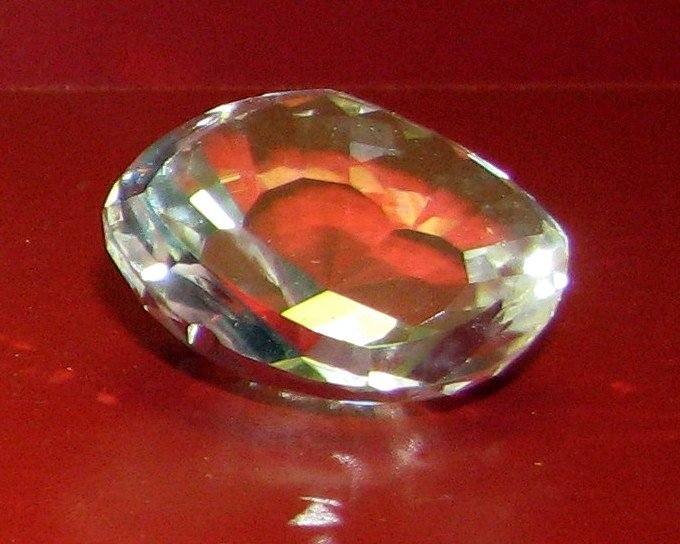
Copie a diamantului înainte de tăierea din 1852

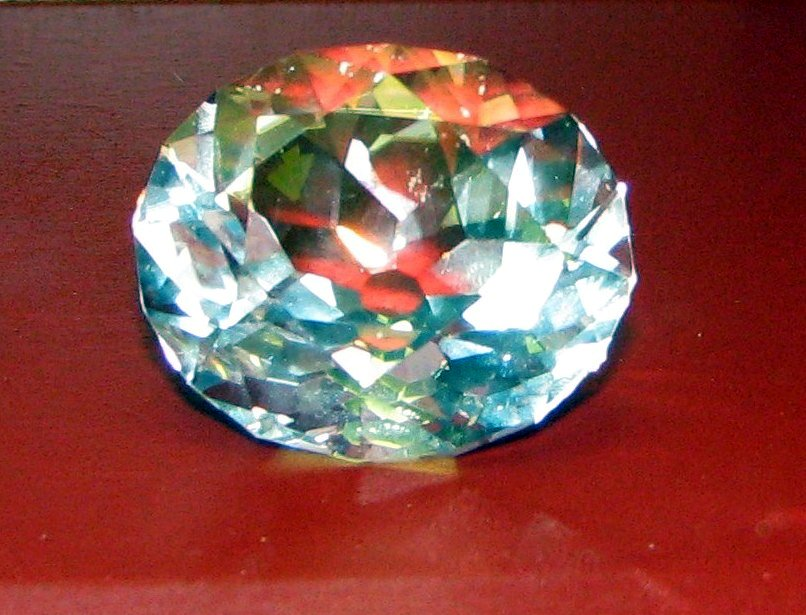
Copie a diamantului după tăierea din 1852

Koh-i-Noor (/ˌkoʊɪˈnʊər/; lit. „Muntele luminii”) , ortografiat și Kohinoor sau Koh-i-Nur, este unul dintre cele mai mari diamante tăiate din lume, cu o greutate de 105,6 carate (21,12 g). Face parte din Bijuteriile Coroanei Britanice. 
Probabil extras în Mina Kollur, India, în perioada Sultanatului din Delhi, nu există nicio înregistrare a greutății sale inițiale, dar prima greutate bine atestată este de 186 carate vechi (191 carate metrice sau 38,2 g). Diamantul făcea parte din Tronul Păunului Mogul. A avut diverși proprietari printre multele facțiuni din sudul și vestul Asiei, până când a fost cedat reginei Victoria după anexarea britanică a Punjabului în 1849. 
Inițial, piatra avea o tăietură similară altor diamante din epoca Mogul, precum Darya-i-Noor, care se află acum în Bijuteriile Coroanei Iraniene. În 1851, a fost expusă la Expoziția Universală din Londra, dar tăietura neplăcută nu a reușit să impresioneze spectatorii. Prințul Albert, soțul reginei Victoria, a ordonat ca aceasta să fie tăiată din nou ca un oval briliant de Coster Diamonds. Conform standardelor moderne, culetul este neobișnuit de larg, dând impresia unei găuri negre atunci când piatra este privită direct. Bijuteria este, totuși, considerată de gemologi drept „plină de viață”. 
Deoarece istoria sa implică un număr mare de lupte între bărbați, Koh-i-Noor a dobândit o reputație în cadrul familiei regale britanice ca aducător de ghinion oricărui bărbat care îl poartă. De la sosirea în Marea Britanie, a fost purtat doar de membrii de sex feminin ai familiei. Victoria a purtat piatra într-o broșă și o diademă. După ce a murit în 1901, piatra a fost așezată în Coroana Reginei Alexandra, soția lui Eduard al VII-lea. A fost transferată în 1911 în Coroana Reginei Mary, iar în final în coroana reginei Elisabeta în 1937, pentru încoronarea ei în calitate de regină consoartă. 
Astăzi, diamantul este expus public în Jewel House la Turnul Londrei, unde este văzut de milioane de vizitatori în fiecare an. Fiecare din guvernele Indiei, Pakistanului, Iranului și Afganistanului au revendicat drepturile de proprietate asupra Koh-i-Noor și au cerut returnarea acestuia de când India a obținut independența față de Marea Britanie în 1947. Guvernul britanic insistă că bijuteria a fost obținută legal în condițiile Ultimului Tratat de la Lahore și a respins afirmațiile. 

## Istoric

### Origine
Este posibil ca diamantul să fi fost extras din mina Kollur , o serie de balastiere adânci de 4 metri de pe malurile râului Krishna în Golconda (actualul Andhra Pradesh), India. Este imposibil de știut exact când sau unde a fost găsit și există multe teorii care nu pot fi verificate cu privire la proprietarul său inițial. 

### Istoria timpurie
Babur, fondatorul turco-mongol al Imperiului Mogul, a scris despre un „celebru” diamant care cântărește puțin peste 187 de carate vechi – aproximativ dimensiunea de 186 de carate a Koh-i-Noor. Unii istorici cred că diamantul lui Babur este cea mai veche referință de încredere pentru Koh-i-Noor. Conform jurnalului său, a fost achiziționat de către Alauddin Khalji, al doilea conducător al dinastiei Khalji a Sultanatului din Delhi, atunci când a invadat regatele din India de Sud la începutul secolului al XIV-lea și a fost, probabil, în posesia dinastiei Kakatiya. Mai târziu a trecut prin dinastiile sultanatului, iar Babur a primit diamantul în 1526, drept tribut pentru cucerirea Delhi și Agra în Bătălia de la Panipat.
Shah Jahan, cel de-al cincilea împărat mogul, a avut bijuteria în ornatul tron al păunului. În 1658, fiul și succesorul său, Aurangzeb, l-a închis pe împăratul aflat în dificultate la Fortul Agra. În timp ce se afla în posesia lui Aurangzeb, diamantul ar fi fost tăiat de Hortenso Borgia, un lapidar venețian, reducându-i greutatea până la 186 carate (37,2 g). Pentru această greșeală, Borgia a fost prins și amendat cu 10.000 de rupii. Conform unor cercetări recente, povestea cu Borgia tăind diamantul nu este corectă și piatra este cel mai probabil confundată cu Orlov, parte a sceptrului imperial rus al Ecaterinei cea Mare de la Kremlin.

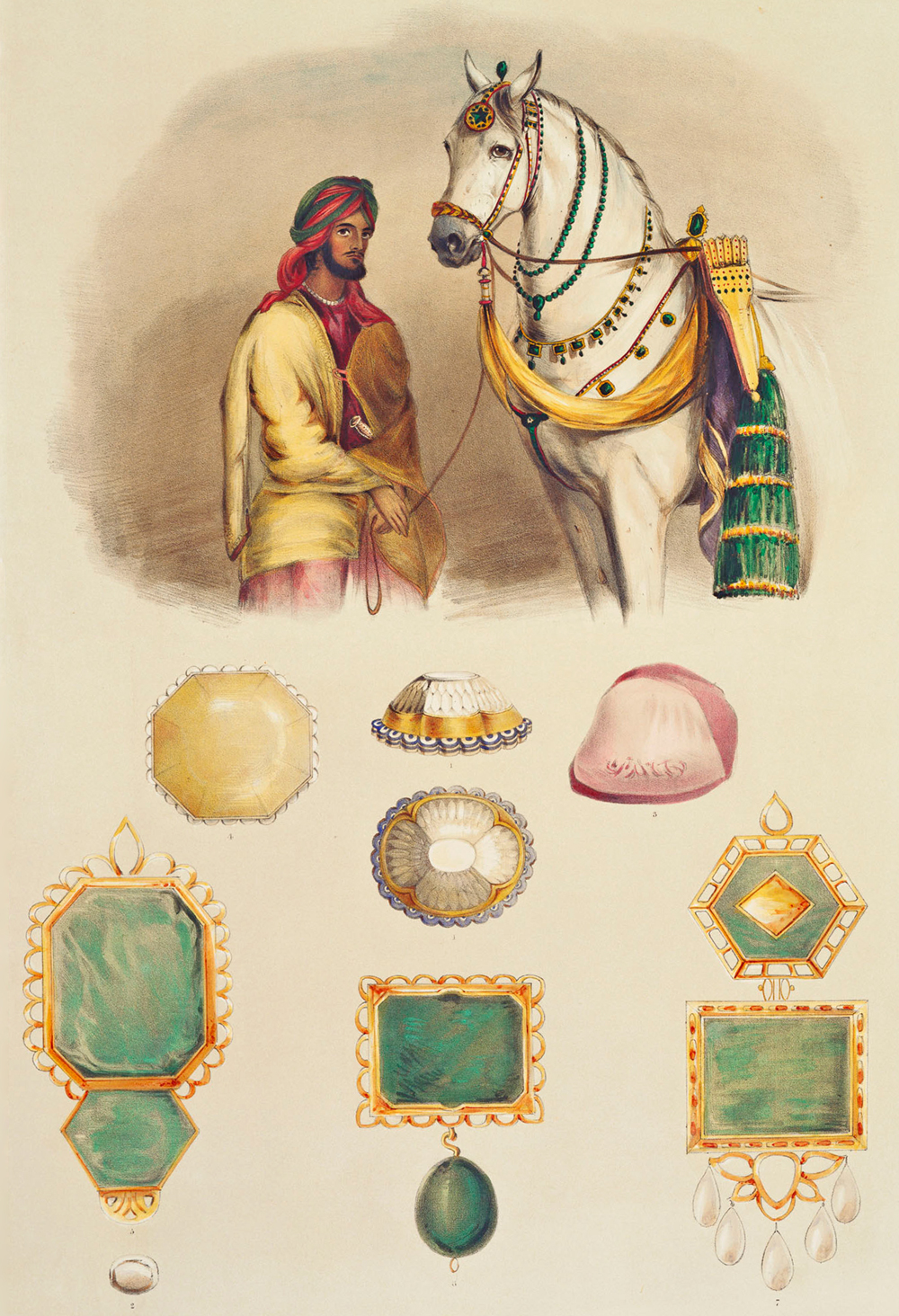
Unul dintre caii preferați ai lui Ranjit Singh cu șeful grajdurilor. Bijuteriile acesutia sunt desenate la scară, inclusiv Koh-i-Noor (sus centru).

După invazia din 1739 a Delhi de către Nadir Shah, Șahul Afsharid al Persiei,  armata a jefuit bogățiile Imperiului Mogul în mod organizat, prin achiziția averilor nobilimii mogule. Alături de milioane de rupii și o colecție de bijuterii istorice, Șahul a luat și Koh-i-Noor. Când a obținut faimoasa piatră, el a exclamat Koh-i-Noor!, în persană însemnând „Munte de Lumină”. Una dintre consoarte a spus: „dacă un om puternic ar arunca patru pietre – una spre nord, alta spre sud, una la est și alta la vest și o a cincea piatră în sus, în aer – și dacă spațiul dintre ele ar fi umplut cu aur, tot nu ar egala valoarea Koh-i-Noor”.
După ce Nadir Shah a fost ucis și imperiul său s-a prăbușit în 1747, Koh-i-Noor a ajuns la nepotul său, care în 1751 l-a dat lui Ahmad Șah Durrani, fondator al Imperiului Afgan, în schimbul sprijinului său. Unul dintre urmașii lui Ahmed, Shah Shuja Durrani, a purtat o brățară care conținea Koh-i-Noor la momentul vizitei lui Mountstuart Elphinstone la Peshawar în 1808. Un an mai târziu, Shuja a format o alianță cu Marea Britanie pentru a se apăra împotriva unei posibile invazii a Afganistanului din Rusia. A fost răsturnat de la putere, dar a fugit cu diamantul la Lahore, unde Ranjit Singh, fondator al Imperiului Sikh, a cerut diamantul în schimbul ospitalității, devenind proprietar în 1813.

### În posesia lui Ranjit Singh
Ranjit Singh a cerut examinarea diamantului de către bijutieri din Lahore pentru două zile pentru a se asigura că Shuja nu l-a păcălit. După ce bijutierii confirmat autenticitatea acestuia, el a donat 125.000 de rupii lui Shuja. Ranjit Singh apoi a cerut marilor bijutieri din Amritsar să estimeze valoarea diamantului. Bijutierii au  declarat că valoarea diamantului este „dincolo de orice calcul”. Ranjit Singh l-a fixat pe turban și a defilat pe un elefant pentru a le oferi șansa supușilor săi să vadă diamantul. El obișnuia să îl poarte ca brățară la festivaluri importante, precum Diwali și Dusserah, și îl lua cu el în călătorii. De asemenea, îl expunea vizitatorilor importanți, în special ofițerilor britanici.
Într-o zi, Ranjit Singh le-a cerut foștilor proprietari - Shuja și soția sa Wafa Begum - să estimeze valoarea. Wafa Begum a răspuns că, dacă un om puternic ar arunca câte o piatră în fiecare din cele patru direcții cardinale și una pe verticală, Koh-i-Noor ar valora mai mult decât aurul și bijuteriile care ar umple spațiul dintre pietre. Ranjit Singh devenea din ce în ce mai paranoic la gândul furtului Koh-i-Noor pentru că, în trecut, o altă bijuterie valoroasă îi fusese furată în timp ce era beat. El ținea diamantul sub securitate mare la Fortul Gobindgarh atunci când nu era utilizat. Când diamantul trebuia să fie transportat, acesta era amplasat într-un coș pe o cămilă păzită. Alte 39 cămile având coșuri identice erau în convoi. Deși la acel moment care cămilă căra diamantul era secret, piatra era întotdeauna pe prima cămilă imediat în spatele gărzilor. Doar trezorierul lui Ranjit Singh, Misr Beli Ram, știa care cămilă purta diamantul.
În iunie 1839, Ranjit Singh a suferit al treilea accident vascular cerebral și devenise clar că va muri în curând. Pe patul de moarte, a început să ofere bunurile sale de valoare organizațiilor religioase caritabile și și-a numit fiul cel mare, Kharak Singh, drept succesor. Cu o zi înainte de moartea sa, pe 26 iunie 1839, o ceartă a izbucnit între curteni cu privire la soarta pe care o va avea Koh-i-Noor. Ranjit Singh era prea slab pentru a vorbi și comunica folosind gesturi. Bhai Gobind Ram, brahman șef al lui Ranjit Singh, a insistat că regele a dorit ca bijuteria să fie oferită Templului Jagannath din Puri. Se pare că regele a sprijinit această afirmație prin gesturi, înregistrate în cronica curții Umdat ul-Tawarikh. Cu toate acestea, trezorierul Beli Ram a insistat că piatra era proprietate de stat și nu proprietate personală și, prin urmare, trebuia să îi revină lui Kharak Singh.
După moartea lui Ranjit Singh, Beli Ram a refuzat să trimită diamantul la templu și l-a ascuns în seif. Între timp, Kharak Singh și prim-ministrul Dhian Singh au emis ordine conform cărora diamantul nu putea să fie scos din Lahore.

### În posesia lui Gulab Singh
Pe 8 octombrie 1839, noul împărat Kharak Singh a fost detronat într-o lovitură de stat de către prim-ministrul Dhian Singh. Raja din Jammu, Gulab Singh, fratele prim-ministrului, a intrat în posesia Koh-i-Noor. Kharak Singh a murit ulterior în închisoare, iar curând după aceea a urmat moartea misterioasă a fiului și succesorului său, Nau Nihal Singh, pe 5 noiembrie 1840. Gulab Singh a deținut piatra până în ianuarie 1841, când a prezentat-o împăratului Sher Singh, cu scopul de a-i câștiga favoarea, după ce fratele său, Dhian Singh, a negociat o încetare a focului între Sher Singh și împărăteasa detronată Chand Kaur. Gulab Singh a încercat să o apere pe împărăteasa văduvă la fortul ei din Lahore pe parcursul a două zile de conflict cu Sher Singh și trupele sale. În ciuda predării Koh-i-noor, Gulab Singh, ca urmare a armistițiului, s-a întors în siguranță la Jammu cu mult aur și alte bijuterii luate din trezorerie.

#### Purtat de împăratul-copil Duleep Singh
Pe 15 septembrie 1843, atât Sher Singh, cât și prim-ministrul Dhian Singh, au fost asasinați într-o lovitură de stat condusă de Ajit Singh Sandhawalia. Cu toate acestea, a doua zi, într-o contra-lovitură de stat condusă de fiul lui Dhian, Hira Singh, asasinii au fost uciși. În vârstă de 24 de ani, Hira Singh a succedat tatălui său ca prim-ministru și l-a instalat pe copilul de cinci ani Duleep Singh ca împărat. Koh-i-noor era acum așezat pe brațul copilului împărat în curtea de la Lahore. Duleep Singh și mama lui, împărăteasa Jind Kaur, locuiseră până atunci în Jammu, regatul lui Gulab Singh.
După asasinarea nepotului său, prim-ministrul Hira Singh, pe 27 martie 1844 și, ulterior, izbucnirea primului război anglo-sikh, Gulab Singh a condus imperiul Sikh ca prim-ministru și, în ciuda înfrângerii în război, el a devenit primul Maharaja din Jammu și Kashmir pe 16 martie 1846, sub Tratatul de la Amritsar.

### Achiziția de către regina Victoria
Pe 29 martie 1849, în urma încheierii celui de-al doilea război anglo-sikh, Regatul Punjab a fost în mod oficial anexat Companiei și a fost semnat ultimul tratat de la Lahore, cedând oficial Koh-i-Noor reginei Victoria și celelalte active ale Maharajahului către companie. Articolul III din tratat scrie: „Piatra prețioasă numită Koh-i-Noor, care a fost preluată de la Shah Sooja-ool-moolk de Maharajah Ranjeet Singh, va fi predată de Maharajahul de Lahore Reginei Angliei (sic)”. 
Semnatarul principal al tratatului pentru Maharaja Duleep Singh, în vârstă de unsprezece ani, a fost comandantul-șef Tej Singh, un loialist al Maharajahului Gulab Singh, care fusese anterior în posesia Koh-i-noor și care câștigase Cașmirul de la imperiul Sikh, prin tratatul cu Marea Britanie, după Primul Război Anglo-Sikh.
Guvernatorul-General responsabil de ratificarea acestui tratat a fost Marchizul de Dalhousie. Rolul său în transferul diamantului a fost criticat chiar și de unii dintre contemporanii săi din Marea Britanie. Deși unii au crezut că ar fi fost prezentat drept cadou pentru Regina Victoria din partea Companiei Indiilor de Est, este clar că Dalhousie credea că piatra a fost pradă de război și a tratat-o în mod corespunzător, asigurându-se că aceasta a fost în mod oficial predată reginei de Duleep Singh, fiul cel mic al lui Ranjit Singh. Prezentarea Koh-i-Noor de Compania Indiilor de Est către regină a fost ultima dintr-o lungă istorie de transferuri a diamantului ca pradă de război. Duleep Singh a fost plasat în custodia lui Dr. John Login, un chirurg în Armata Britanică care servea în cadrul Președinției de Bengal. Duleep Singh s-a mutat în Anglia în anul 1854.

#### Călătoria spre Regatul Unit

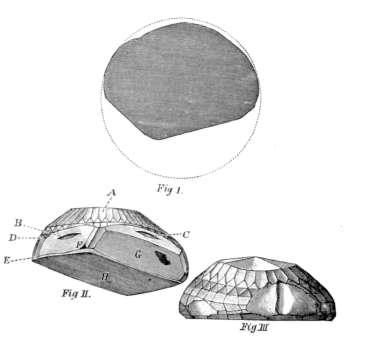
Diagrama înaintea tăierii din 1852.
Fig I. Zona hașurată este baza.
Fig II. A: defect; B și C: crestături care să țină piatra într-un cadru; D: defect creat de fractură la E; F: fractură creată de o lovitură; G: plan de clivaj nefinisat; H: plan de clivaj bazal.
Fig III. Partea opusă, arată fațetele și vârful „Muntelui de Lumină”

Guvernatorul-General a primit Koh-i-Noor de la Dr Login, care fusese numit Guvernator al Cetății, pe 6 aprilie 1848 cu o chitanță datată 7 decembrie 1849, în prezența membrilor Consiliului de Administrație pentru afacerile din Punjab: Sir Henry Lawrence (Președinte), C. G. Mansel, John Lawrence și Sir Henry Elliot (Secretar al Guvernului din India).
Legenda din familia Lawrence spune că, înainte de călătorie, John Lawrence a lăsat bijuteria în buzunarul vestei când a trimis-o la curățat și a fost nespus de bucuros când i-a fost returnată imediat de către valetul care a găsit-o.
Pe 1 februarie 1850, bijuteria a fost sigilată într-un mic seif de fier într-o cutie roșie de corespondență, ambele sigilate cu bandă roșie și sigiliu de ceară și păstrate într-un cufăr la Trezoreria Bombay în așteaptarea unui vapor din China. A fost apoi trimis în Anglia pentru prezentarea către Regina Victoria în grija Căpitanului J. Ramsay și Brevet Lt. Col F. Mackeson sub securitate maximă, precum amplasarea cutiei de corespondență într-un seif de fier mai mare. Au plecat din Bombay pe 6 aprilie la bordul HMS Medea, condusă de Căpitanul Lockyer.
Nava a avut o călătorie dificilă: o epidemie de holeră a izbucnit la bord când nava era în Mauritius, iar localnicii au vrut plecarea acesteia, cerând guvernatorului să deschidă focul asupra navei și să o distrugă, dacă nu era trimis nici un răspuns. La scurt timp după aceea, nava a fost lovită de o furtună severă care a durat aproximativ 12 ore.
La sosirea în Marea Britanie pe 29 iunie, pasagerii și poșta au fost descărcate în Plymouth, dar Koh-i-Noor rămas la bord până când nava a ajuns la Spithead, în apropiere de Portsmouth, pe 1 iulie. În dimineața următoare, Ramsay și Mackeson, în compania Domnului Onslow, secretarul privat al Președintelui Curții de Administrație al British East India Company, au călătorit cu trenul la East India House, în Londra, și au dat diamantul în grija de președintelui și vice-președintelui Companiei Indiilor de Est.
Koh-i-Noor i-a fost prezentat oficial Reginei Victoria pe 3 iulie 1850, la Palatul Buckingham de către președintele adjunct al Companiei Indiilor de Est. Data a fost aleasă pentru a coincide cu aniversarea de 250 de ani a Companiei.

### Marea Expoziție

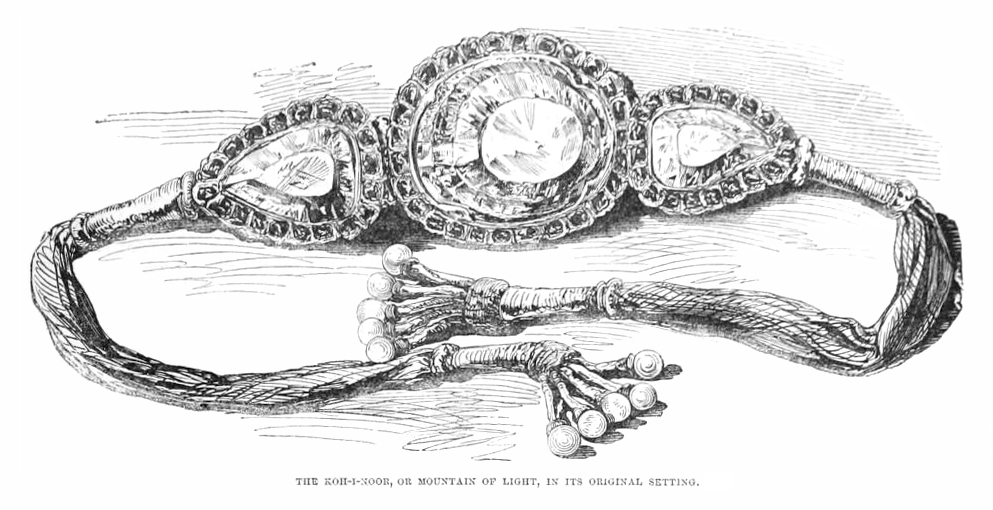
În brățara oferită Victoriei

Membrii publicului au avut șansa de a vedea Koh-i-Noor atunci când Marea Expoziție a avut loc în Hyde Park, Londra, în 1851. Piatra reprezenta puterea Imperiului Britanic și se mândrea cu locul în partea de est a galeriei centrale. 
Trecutul său misterios și valoarea estimată la 1–2 milioane de lire sterline au atras mulțimi mari. Inițial, piatra a fost plasată în interiorul unei colivii aurite, dar după plângeri cu privire la aspectul său plictisitor, Koh-i-Noor a fost mutat într-o casetă cu catifea neagră și lămpi cu gaz, în speranța că va străluci mai bine. În ciuda acestui fapt, diamantul defect și asimetric nu a reușit să mulțumească spectatorii. 

### Re-tăierea din 1852
Inițial, diamantul avea 169 fațete și avea 4,1 cm lungime, 3,26 cm lățime și 1,62 cm adâncime. Avea o cupolă înaltă, cu o bază plană și cu fațete triunghiulare și dreptunghiulare, fiind asemănător cu aspectul general al altor diamante din epoca Mogul care se află acum în Bijuteriile Coroanei Iraniene. 
Dezamăgirea în aspectul pietrei era foarte frecventă. După consultări cu mineralogi, inclusiv Sir David Brewster, Prințul Albert, soțul Reginei Victoria, a decis, cu acordul guvernului, rafinarea diamantului Koh-i-Noor. Unul dintre cei mai mari și mai renumiți comercianți olandezi de diamante, Mozes Coster, a fost angajat pentru această sarcină. El l-a trimis la Londra pe unul dintre cei mai experimentați artizani, Levie Benjamin Voorzanger, împreună cu asistenții săi.
Pe 17 iulie 1852, tăierea a început la fabrica Garrard & Co. în Haymarket, folosind o moară cu abur construită special pentru această comandă de Maudslay, Sons and Field. Sub supravegherea Prințului Albert și a Ducelui de Wellington și conducerea tehnică a mineralogului reginei, James Tennant, tăierea a durat 38 de zile. Albert a cheltuit un total de 8.000 de lire pe operațiune, care a redus masa diamantului de la 191 de carate (38,2 g) la versiunea actuală de 105,6 carate (21,12 g). Piatra măsoară 3,6 cm lungime, 3,2 cm lățime și 1,3 cm adâncime. Diamantele tăiate briliant au de obicei 58 de fațete, dar Koh-i-Noor are opt fațete „stea” suplimentare în jurul culetului, ajungând astfel la un total de 66 de fațete.
Marea pierdere din greutate este într-o oarecare măsură cauzată de faptul că Voorzanger a descoperit mai multe defecte, unul deosebit de mare, a cărui eliminare a fost considerată necesară. Deși Prințul Albert a fost nemulțumit de o astfel de o reducere, cei mai mulți experți sunt de acord că Voorzanger a luat decizia corectă și a efectuat sarcina într-un mod profesional. Când Regina Victoria i-a arătat diamantul re-tăiat tânărului Maharajah Duleep Singh, ultimul proprietar non-britanic al Koh-i-Noor, se pare că acesta a fost în imposibilitatea de a vorbi timp de câteva minute după aceea.
Piatra mult mai ușoară, dar mai impresionantă, a fost montată într-o broșă de caprifoi și într-o diademă purtată de regină. În acest moment, îi aparținea personal și încă nu făcea parte din Bijuteriile Coroanei. Deși Victoria l-a purtat deseori, modul de dobândire al diamantului o îngrijora. Într-o scrisoare din anii 1870 adresată fiicei sale Victoria, Prințesa Regală, a scris: „Nimeni nu are sentimente mai puternice decât mine referitor la India sau cât de mult m-am opus luării noastre a acestei țări și cred că nu se va mai lua, pentru asta este foarte greșit și nu ne aduce niciun avantaj. Știi și cât îmi displace să port Koh-i-Noor”. 

### Bijuterie a coroanei

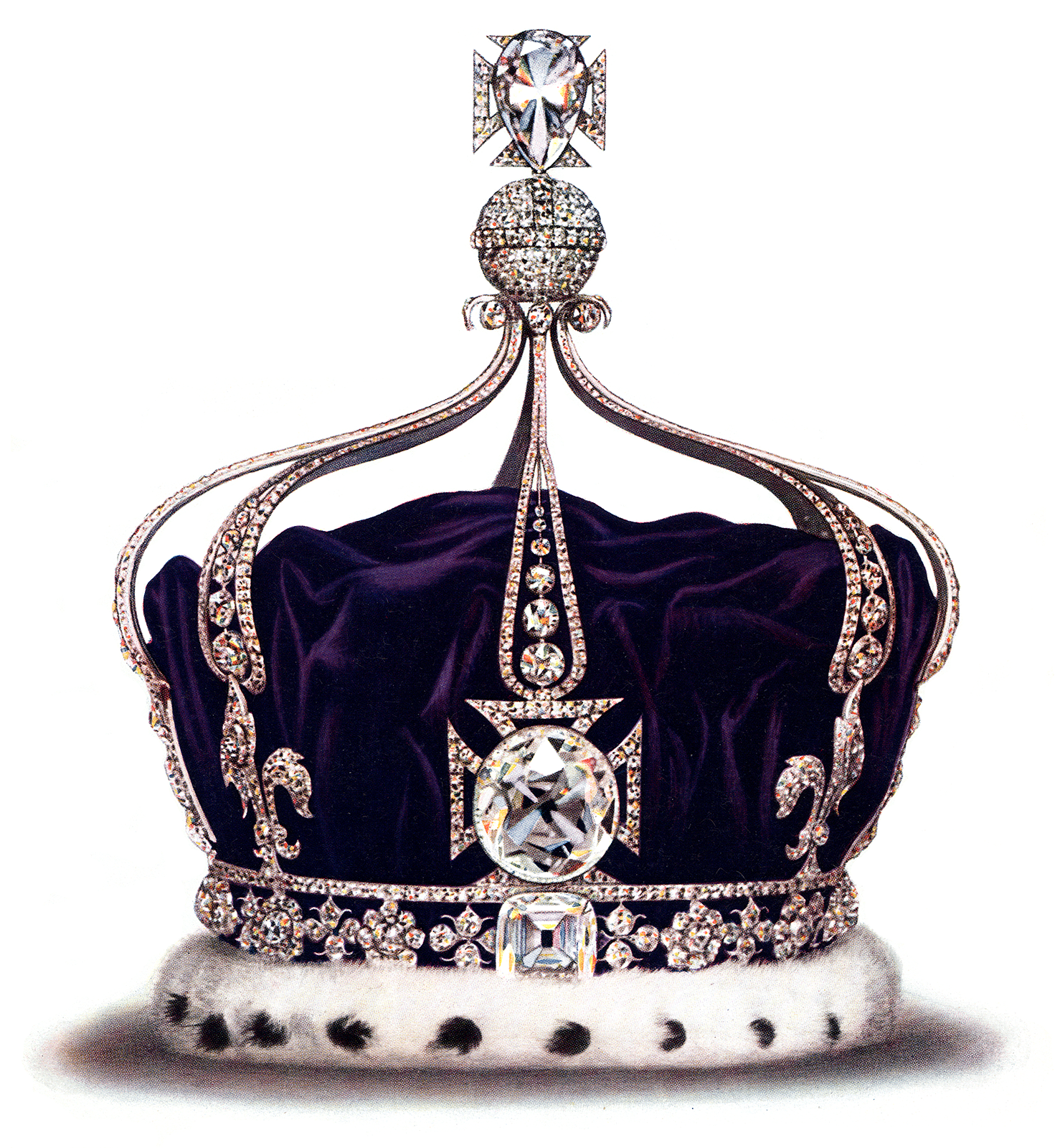
Koh-i-Noor în crucea din fața Coroanei Reginei Mary

După moartea reginei Victoria, Koh-i-Noor a fost amplasat în Coroana Reginei Alexandra, soția lui Eduard al VII-lea, care a fost utilizată pentru a o încorona la încoronarea lor în 1902. Diamantul a fost transferat apoi în Coroana Reginei Mary în 1911 și în final în Coroana Reginei Elisabeta, Regina Mamă în 1937. Când regina mamă a murit în 2002, coroana a fost așezată deasupra sicriului pentru priveghi și înmormântare. 
Toate aceste coroane sunt expuse în Jewel House din Turnul Londrei, cu replici de cristal ale diamantului setate în coroanele mai vechi. Brățara originală oferită reginei Victoria poate fi văzută acolo. Un model de sticlă al Koh-i-Noor arată vizitatorilor cum arăta când a fost adus în Regatul Unit. Replicile diamantului în forma aceasta, precum și formele re-tăiate, pot fi văzute și în expoziția „Vault” de la Muzeul de Istorie Naturală din Londra. 
În timpul celui de-al Doilea Război Mondial, Bijuteriile Coroanei au fost mutate din casa lor din Turnul Londrei în Castelul Windsor. În 1990, The Sunday Telegraph, citând o biografie a generalului armatei franceze, Jean de Lattre de Tassigny, scrisă de văduva sa, Simonne, a raportat că George al VI-lea a ascuns Koh-i-Noor pe fundul unui iaz sau lac de lângă Castelul Windsor, la aproximativ 32 km în afara Londrei, unde a rămas până după război. Singurii oameni care știau despre ascunzătoare erau regele și bibliotecarul său, Sir Owen Morshead, care aparent a dezvăluit secretul generalului și soției sale în timpul vizitei lor în Anglia, în 1949.

## Dispută asupra proprietății
Koh-i-Noor a fost mult timp un subiect de controversă diplomatică, în care India, Pakistanul, Iranul și Afganistanul au cerut returnarea sa din Marea Britanie în diferite momente. 

### India
Guvernul Indiei, care crede că piatra este de drept a lor, a fost prima entitate care a cerut returnarea a Koh-i-Noor imediat după independența din anul 1947. O a doua cerere de urmat în 1953, anul încoronării Reginei Elisabeta a II-a. De fiecare dată, Guvernul Britanic a respins acuzațiile, spunând că dreptul de proprietate este non-negociabil.
În anul 2000, mai mulți deputați din Parlamentul Indian a semnat o scrisoare prin care cereau ca diamantul să fie dat înapoi Indiei, susținând că a fost luat ilegal. Oficialii britanici au declarat că o varietate de creanțe înseamnă că este imposibil să se stabilească proprietarul original și că acesta a fost parte din patrimoniul Marii Britanii pentru mai mult de 150 de ani.
În iulie 2010, în timp ce vizita India, David Cameron, prim-ministrul Regatului Unit, a declarat despre returnarea diamantului: „Dacă spui da unuia, British Museum ar deveni brusc gol. Îmi pare rău să spun, dar trebuie să rămână acolo”. La o vizită ulterioară, în februarie 2013, el a spus: „nu îl vor primi înapoi”.
În aprilie 2016, Ministerul Culturii din India a declarat că va depune „toate eforturile” pentru a asigura întoarcerea Koh-i-Noor în India. Această declarație a venit în ciuda a ceea ce declarase anterior guvernul indian, cum că diamantul a fost un cadou. Avocatul General al Indiei a declarat în fața Curții Supreme a Indiei din cauza unui litigiu de interes public al unui grup de campanie. El a declarat că „Acesta a fost dat în mod voluntar de către Ranjit Singh britanicilor, drept compensație pentru ajutor în războaiele Sikh. Koh-i-Noor nu este un obiect furat.

### Pakistan
În 1976, Pakistan și-a afirmat dreptul la proprietate asupra diamantului, spunând că întoarcerea sa ar fi „o demonstrație convingătoare a duhului care a convins Marea Britanie ca în mod voluntar să renunțe la imperiu și să înceapă procesul de decolonizare”. Într-o scrisoare adresată Prim-Ministrului Pakistanului, Zulfikar Ali Bhutto, Prim-Ministrul Regatului Unit, James Callaghan, a scris: „nu trebuie să vă reamintesc de diversele mâini prin care a trecut piatra în ultimele două secole, nici că s-a prevăzut în mod explicit transferul către coroana britanică în tratatul de pace cu Maharajahul din Lahore în 1849. Nu apot să o sfătuiesc pe Maiestatea sa că ar trebui să fie predat”.

### Afganistan
În anul 2000, purtătorul de cuvânt pentru afaceri externe al Talibaniilor, Faiz Ahmed Faiz, a declarat Koh-i-Noor ca proprietate legitimă a Afganistanului și a cerut ca acesta să fie predat regimului. „Istoria diamantului arată că a fost luat de la noi (Afganistan) în India și de acolo în Marea Britanie. Avem mult mai multe drepturi decât indienii”, a spus el. Cererea afgană provine din memoriile lui Shah Shuja Durrani, în care se afirmă că a predat diamantul lui Ranjit Singh în timp ce Singh îl tortura pe fiul său în fața lui, deci Maharajahul din Lahore a dobândit piatra în mod nelegitim.

### Posibile compromisuri
Din cauza disputei între cele patru părți asupra dreptului la proprietate, au fost sugerate diverse compromisuri pentru a finaliza dezacordul. Printre acestea se numără împărțirea diamantului în patru, cu o bucată dată fiecărei țări. O altă sugestie este ca bijuteria fie păstrsată într-un muzeu special la Wagah, la granița dintre India și Pakistan. Cu toate acestea, această sugestie nu satisface cererea afgană, nici realitatea actuală a posesiei britanice. Aceste compromisuri nu sunt în prezent aliniate cu poziția Guvernului Britanic, care de la sfârșitul Rajului Britanic consideră că statutul diamantului este „non-negociabil”.

## În cultura populară
Koh-i-Noor și-a făcut apariția pentru prima dată în cultura populară în Piatra lunii (1868), un roman epistolar britanic din secolul al XIX-lea de Wilkie Collins, considerat în general a fi primul roman polițist în limba engleză. În prefața sa la prima ediție a cărții, Collins spune că el și-a bazat „Piatra” pe istoricurile a două pietre: Orlov, un dimanat de 189,62 carate (37,9 g) în sceptrul imperial rus, și Koh-i-Noor. În 1966, în ediția publicată de Penguin Books, J. I. M. Stewart afirmă că Collins s-a folosit de Natural History, Ancient and Modern, of Precious Stones ... (1865) a lui G. C. King pentru a cerceta istoria lui Koh-i-Noor.
Koh-i-Noor apare de asemenea și în romanul lui Agatha Christie din 1925, Secretul de la Chimneys, unde piatra este ascunsă undeva în interiorul unui conac mare și este descoperit la sfârșitul romanului. Diamantul fusese furat din Turnul Londrei de către liderul unei bande parizian care l-a înlocuit cu o replică de piatră.